# 圣保禄拜访监狱中的圣伯多禄
圣保禄拜访监狱中的圣伯多禄（義大利語：San Pietro in carcere visitato da san Paolo）是菲利皮诺·利皮的一幅 湿壁画，位于佛罗伦萨圣母圣衣圣殿的布兰卡契小堂左侧墙壁下部左侧柱子上，绘制于1482-1485年，尺寸为230 x 88 厘米。画中描绘《宗徒大事录》中保禄拜访监狱中的伯多禄的场景。 